# Giacomo Puosi
Giacomo Puosi (né le 30 mars 1946 à Viareggio) est un athlète italien, spécialiste du 400 mètres. 

## Biographie
Au niveau national, Giacomo Puosi remporte les championnats d'Italie sur 200 mètres en 1970.

### Palmarès
| Date | Compétition           | Lieu     | Résultat | Épreuve   | Performance  |
| ---- | --------------------- | -------- | -------- | --------- | ------------ |
| 1967 | Jeux méditerranéens   | Tunis    | 1er      | 4 × 400 m | 3 min 12 s 6 |
| 1968 | Jeux olympiques       | Mexico   | 7e       | 4 × 400 m | 3 min 04 s 6 |
| 1971 | Championnats d'Europe | Helsinki | 3e       | 4 × 400 m | 3 min 04 s 6 |
| 1971 | Jeux méditerranéens   | Izmir    | 2e       | 400 m     | 47 s 1       |
| 1971 | Jeux méditerranéens   | Izmir    | 1er      | 4 × 400 m | 3 min 07 s 5 |

### Records
| Épreuve    | Performance | Lieu | Date |
| ---------- | ----------- | ---- | ---- |
| 400 mètres | 46 s 5      | —    | 1971 |